# كارول غرايمز
كارول غرايمز (بالإنجليزية: Carol Grimes)‏ هي مغنية وكاتبة غنائية بريطانية، ولدت في 7 أبريل 1944 في لويشام ‏ في المملكة المتحدة.

## وصلات خارجية
- كارول غرايمز على موقع ميوزك برينز (الإنجليزية)
- كارول غرايمز على موقع أول ميوزيك (الإنجليزية)
- كارول غرايمز على موقع ديسكوغز (الإنجليزية)